# 南渡田運河
南渡田運河（みなみわたりだうんが）は、神奈川県川崎市川崎区に存在する運河。京浜工業地帯である川崎区南側の埋立地を通っている。

## 地理

### 隣接している区画・運河

#### 区画
- 南渡田町
- 扇町

#### 運河
- 浅野運河
- 田辺運河

## 運河データ
- 起点:南渡田町の南岸
- 終点:扇橋
- 長さ:980メートル
- 幅:70 - 140メートル
- 水深:3 - 7メートル

この水域は運河であると同時に、「南渡田運河泊地」という名称もついている。

## 命名由来
隣接する区画「南渡田町」に由来する。
座標: 北緯35度30分24秒 東経139度43分10秒 / 北緯35.50667度 東経139.71944度